# Angela Hucles
Angela Khalia Hucles (* 5. Juli 1978 in Virginia Beach, Virginia) ist eine ehemalige US-amerikanische Fußballspielerin und derzeit Präsidentin der „Women's Sports Foundation“. Zudem ist sie Mitglied des Advisory Board von „You Can Play“, einer Organisation, die sich gegen Homophobie im Sport richtet. Sie spielte von 2002 bis 2009 für die US-amerikanische Nationalmannschaft, mit der sie 2004 und 2008 Olympiasiegerin wurde.

## Leben und Karriere

### Ausbildung
Hucles besuchte die Norfolk Academy und von 1996 bis 1999 die University of Virginia, wo sie für die Virginia Cavaliers mit 59 Toren zur besten Torschützin in der Geschichte der Cavaliers wurde.

### Vereine
Nach ihrem Universitätsabschluss spielte sie im Jahr 2000 für die Hampton Roads Piranhas in der USL W-League und war beste Vorbereiterin der Liga.
Nach Einrichtung der ersten US-Profiliga im Frauenfußball, der Women’s United Soccer Association spielte sie von 2001 bis 2003 für die Boston Breakers. Die erste Saison, in der sie unter anderem mit der deutschen Nationalspielerin Maren Meinert zusammenspielte, schloss die Mannschaft auf dem 6. Platz ab und verpasste damit die Playoffs um den Founders Cup. Ebenso endete die zweite Saison. Besser lief zunächst die dritte Saison: die Punktspielrunde wurde auf Platz 1 beendet und ihre Mitspielerin, die norwegische Nationalspielerin Dagny Mellgren war zusammen mit der Französin Marinette Pichon mit je 14 Toren beste Torschützin. Im Playoffhalbfinale verloren sie dann aber nach torlosen 120 Minuten mit 1:3 im Elfmeterschießen gegen Washington Freedom. Nach der Saison wurde die Liga aus finanziellen Gründen wieder eingestellt.
2005 und 2006 spielte sie für die Boston Renegades in der USL W-League, scheiterte aber in der ersten Saison nach dem 2. Platz in der Northeast Division der Eastern Conference im Eastern Semifinale der Playoffs.
2009 war ihre letzte Saison als Fußballspielerin. Sie spielte für die Boston Breakers in der neu gegründeten WPS. Die Breakers beendeten die Punktspielrunde auf dem fünften Platz und verpassten damit die Playoffs.

### Nationalmannschaften
1997 bis 1999 spielte sie für die U-20- und U-21-Mannschaft und gewann 1997 und 1999 den Nordic Cup.
Hucles wurde erstmals 2001 zum Training mit der A-Nationalmannschaft eingeladen. Am 27. April 2002 machte sie beim Freundschaftsspiel gegen Finnland ihr erstes Länderspiel, als sie für Mannschaftskapitänin Julie Foudy eingewechselt wurde. Auch in den folgenden vier Spielen wurde sie jeweils eingewechselt. Am 6. Oktober 2002 stand sie dann gegen Italien erstmals in der Startelf. Sie gehörte dann auch zum Kader für den CONCACAF Women’s Gold Cup 2002 im Oktober und November. Ihr erstes Länderspieltor erzielte sie am 6. November 2002 im Halbfinale nach Einwechslung zum 4:0 beim 7:0-Sieg gegen Costa Rica, wodurch sich die USA für die WM 2003 qualifiziert hätte, wenn die Mannschaft als Gastgeber nicht automatisch qualifiziert gewesen wäre. Im Finale gegen Kanada wurde sie dann zwar nicht eingesetzt, durch den Finalsieg ihrer Mitspielerinnen gewann sie aber den ersten Titel.
2003 gewann sie mit der Mannschaft zunächst das Vier-Nationen-Turnier in der Volksrepublik China und dann den Algarve-Cup. Sie wurde dann auch für die WM 2003 nominiert. Obwohl sie in allen Spielen des Jahres bis zur WM eingesetzt wurde, kam sie bei der WM auf Grund einer Schienbeinverletzung zu keinem Einsatz. Die als Favorit in die Heim-WM gegangenen US-Girls mussten sich am Ende mit Platz 3 begnügen. Auch die beiden Spiele nach der WM fanden ohne sie statt.
Ende Januar/Anfang Februar 2004 wurde sie dann beim Vier-Nationen-Turnier wieder dreimal eingewechselt und gewann damit das Turnier zum zweiten Mal. Es folgten zwei Einsätze in der Qualifikation für die Olympischen Spiele 2004 und drei beim Algarve-Cup 2004, wo sie insgesamt drei Tore erzielte, darunter den 1:0-Siegtreffer im Gruppenspiel gegen Dänemark. Sie war damit zusammen mit vier anderen Spielerinnen hinter Abby Wambach zweitbeste Torschützin des Turniers. Es blieben aber ihre einzigen Tore an der Algarve. Bei den drei Spielen im April, Mai und Juni wurde sie dann zwar nicht berücksichtigt, nach zwei Spielen im Juli wurde sie aber für die Olympischen Spiele in Athen nominiert. Sie wurde aber nur in zwei Gruppenspielen eingewechselt. Durch den Sieg ihrer Mitspielerinnen im Finale gegen Brasilien wurde sie erstmals Olympiasiegerin. Nach den Olympischen Spielen wurde sie nur einmal nicht eingesetzt.
2005 gehörte sie zum siegreichen US-Team beim Algarve-Cup. Nach drei weiteren Spielen im Juni und Juli folgte eine Länderspielpause von 14 Spielen bis zum August 2006. Danach wechselten sich Einwechslungen mit Startelfeinsätzen und Spielen ohne Beteiligung ab. Beim CONCACAF Women’s Gold Cup 2006, den die USA gewannen, stand sie im Finale gegen Kanada in der Startelf und die US-Girls gewannen erst durch einen von Kristine Lilly in der 120. Minute verwandelten Elfmeter. Bereits durch den Sieg im Halbfinale gegen Mexiko, bei dem sie nur auf der Bank saß, waren die USA für die WM 2007 qualifiziert.
Das Jahr 2007 begann für sie mit dem erneuten Gewinn des Vier-Nationen-Turniers und des Algarve-Cups. Für die WM 2007 wurde sie dann nachnominiert, kam aber wie vier Jahre zuvor zu keinem Einsatz und ihre Mannschaft wurde erneut nur Dritte.
2008 wurde dann zu ihrem besten Jahr mit der Nationalmannschaft. Sie wurde in 32 von 36 Spielen eingesetzt, wobei sie 15-mal in der Startelf stand und nach drei Jahren ohne Tore acht Tore erzielte. Zunächst konnte sie den Gewinn des Vier-Nationen-Turniers und des Algarve-Cups wiederholen. Dann gewann sie mit der Mannschaft das Olympia-Qualifikationsturnier. Danach erzielte sie nach Einwechslungen sowohl das 5:4 bei einem Freundschaftsspiel gegen Australien als auch das Tor zum 1:0 für den Sieg beim „Peace Queen Cup“. Bei den siegreich abgeschlossenen Olympischen Spielen in Peking stand sie in allen Spielen in der Startelf, verpasste keine Minute und erzielte vier Tore. Sie war damit hinter der Brasilianerin Cristiane zweitbeste Torschützin des Turniers. Erneut wurde Brasilien im Finale geschlagen und sie damit zum zweiten Mal Olympiasiegerin. Am 8. November machte sie dann noch beim Spiel gegen Südkorea im Rahmen der „Achieve Your Gold Tour 2008“ ihr 100. Länderspiel.
2009 verlor sie beim Algarve-Cup im Finale gegen Schweden im Elfmeterschießen. Danach folgten noch drei Freundschaftsspiele im Mai und Juli. Am 22. Juli 2009 wurde sie beim 1:0 gegen Kanada für Kapitänin Shannon Boxx zu ihrem letzten Länderspiel eingewechselt. Am 16. Oktober erklärte sie ihr Karriereende. Insgesamt kam sie auf 109 Länderspiele, von denen 94 gewonnen, aber nur drei verloren wurden. Sie stand 48-mal in der Startelf und erzielte 13 Tore.

## Erfolge
- Olympiasiegerin 2004, 2008
- CONCACAF-Women’s-Gold-Cup-Siegerin 2002 und 2006
- WM-Dritte 2003 und 2007 (jeweils ohne Einsatz)
- Algarve-Cup-Siegerin 2003, 2004, 2005, 2007 und 2008

## Privates
Hucles ist mit Meg Magano verheiratet und hat zwei Kinder.